# Armando Bandini
Armando Bandini (eigentlich Antonio Burlando, * 5. Juni 1926 in Genua; † 27. Mai 2011 in Rom) war ein italienischer Schauspieler und Synchronsprecher.

## Leben
Bandini spielte nach Ende des Zweiten Weltkrieges zunächst mit dem „Teatro Sperimentale Luigi Pirandello“ seiner Heimatstadt, dann mit dem „Piccolo Teatro Duse“ und mit der Darstellertruppe um Gilberto Govi. Nach seinem Ortswechsel nach Rom war er auf Revuebühnen zu sehen und wirkte früh an Fernsehsendungen mit. Seit 1959 spielte er auch immer wieder Nebenrollen für Spielfilme, in denen er meist als Sekretär, Priester oder Bankangestellter agierte. Unter seinen rund 50 Auftritten ragt der des Präsidenten in È arrivato mio fratello aus dem Jahr 1985 heraus. Daneben arbeitete er als Synchronsprecher und lieh seine Stimme unter anderem auch zahlreichen Cartoon-Figuren.
Bandini war mit seiner Schauspielkollegin Daniela Igliozzi verheiratet.

## Filmografie (Auswahl)
- 1959: Tipi da spiaggia
- 1960: Der Meistergauner (Il mattatore)
- 1961: Hochwürden Don Camillo (Don Camillo monsignore… ma non troppo)
- 1965: Mandragola (La mandragola)
- 1968: Vier für ein Ave Maria (I quattri dell'Ave Maria)
- 1975: Die Sexmaschine (Conviene far bene l’amore)
- 1980: Fontamara
- 1985: È arrivato mio fratello
- 1999: Non lasciamoci più (Fernsehserie)